# Пофарбуй свій фургон
«Пофарбуй свій фургон» (англ. «Paint Your Wagon») — американський музичний кінофільм-вестерн 1969 року, знятий режисером Джошуа Логаном, з Клінтом Іствудом і Лі Марвіном у головних ролях.

## Сюжет
Дія відбувається у середині 19 століття Америці. Мічиганський фермер і золотодобувач організують товариство на території Каліфорнійської золотої копальні. Їм належить пережити наліт на табір, викрадення повій, перетворення їхнього гірського селища на місто з високим економічним зростанням. Але в їхньому житті завжди знаходиться місце гарній випивці, азартній грі, пісням і навіть творчості.

## У ролях
- Клінт Іствуд — Парднер
- Лі Марвін — Бен Рамсон
- Джин Сіберг — Елізабет
- Гарві Преснелл — Роттен Люк Віллі
- Рей Волстон — Шалений Джек Дункан
- Том Лігон — Гортон Фенті
- Алан Декстер — роль другого плану
- Вільям О'Коннелл — роль другого плану
- Бенні Бейкер — роль другого плану
- Алан Бакстер — Містер Фенті
- Пола Трумен — Місіс Фенті
- Віолетта Вілляс — француженка
- Г. Б. Геггерті — роль другого плану
- Карл Брак — роль другого плану
- Джон Мітчем — роль другого плану
- Сью Кейсі — роль другого плану
- Едді Літтл Скай — роль другого плану
- Гарві Перрі — роль другого плану
- Г. В. Гім — роль другого плану
- Вейн Макларен — роль другого плану
- Вільям Мімс — роль другого плану
- Рой Дженсон — роль другого плану
- Волт Девіс — роль другого плану
- Роберт С. Голмен — роль другого плану
- Норман Клар — роль другого плану
- Джеррі Віттінгтон — роль другого плану

## Знімальна група
- Режисер — Джошуа Логан
- Сценарист — Педді Чаєфскі
- Оператор — Вільям А. Фрейкер
- Композитори — Фредерік Лоу, Андре Превін, Нельсон Ріддл
- Художник — Джон Траскотт
- Продюсери — Алан Джей Лернер, Том Шоу